# 谷内栄次
谷内 栄次（たにうち えいじ、1928年 - ）は日本の画家。日本美術会事務局長、同会附属研究所「民美」所長、同会代表、同会主催日本アンデパンダン展実行委員長を歴任。

## 経歴
- 1928年東京都生まれ[1]。
- 1955年、日本美術会会員となる[1]。
- 1958年、『生命のひみつをさぐる』（石田周三、日本児童文庫刊行会、アルス日本児童文庫61、1958年）[2]に挿絵。
- 1964年2月、日本美術会事務局長に選出される。1967年まで[3]。同年、伊藤和子[4]らと美術グループ「日本現実派」を結成[1]。
- 1967年7月、日本美術会の代表として東ドイツの「ケーテ・コルヴィッツ生誕100年記念」国際版画展、同国際美術会議に派遣される[3]。
- 1969年、日本現実派解散[4]。
- 1973年2月18日〜3月2日開催の第26回日本アンデパンダン展実行委員長となる[3]。
- 1975年、葉山嘉樹『海に生くる人々』（新日本文庫）のカバー絵を担当。
- 1985年6月、日本美術会附属研究所「民美」所長に選出される。1989年まで[3]。
- 1987年3月、『文化評論』誌（新日本出版社）にエッセイ「アンデパンダン展の40年」を発表[5]。
- 1995年7月、第34回日本美術会総会で代表となる。2001年8月まで[3]。
- 1998年7月、「熱い国からきたアート 《キューバ現代美術展》」に協力。
- 2001年2月、第54回日本アンデパンダン展に「母子」[6]を出品。
- 2002年5月、東京都内のギャラリーで個展。
- 2004年6月、『九条の会』アピールを広げる美術の会」（略称・九条美術の会）の呼びかけ人になる[7]。
- 2006年2月、国立市在住者として、同市の平和都市条例制定を求める市民団体の呼びかけ人となる。同年10月、東京都内のギャラリーで個展[8]。